# Harold Alexander
Feldmaršal Harold Rupert Leofric George Alexander, 1. grof Alexander od Tunisa (London, 10. prosinca 1891. – Slough, 16. lipnja 1969.), britanski vojskovođa i feldmaršal.
Zapamćen je kao vođa 15. britanske armije tijekom savezničke invazije na Siciliju 1943. u sklopu Drugog svjetskog rata. Nakon rata služio je kao generalni guverner Kanade.
Alexander je rođen u dobro stojećoj aristokratskoj obitelji, školovanje je započeo u engleskim javnim školama ali se naknadno prebacio na Sandhurst gdje se školovao za vojnog časnika. Ugled je stekao svojim aktivnostima u Prvom svjetskom ratu u kojem je zaslužio brojna priznanja i odlikovanja. Završio je Imperial Defence College, a zbog svoga djelovanja u Prvom svjetskom ratu od 1934. pa do 1938. služio je u Indiji te je sudjelovao u gušenje ustanaka. Alexander je na početku Drugog svjetskog rata, u činu general bojnika, zapovijedao 1. pješačkom divizijom tijekom njezinog boravka u Francuskoj. Početkom bitke za Francusku, Britanski ekspedicijski korpus našao se pod velikim pritiskom njemačkih jedinica, te se počeo povlačiti. Alexander je imenovan zapovjednikom njegovog I. Korpusa te je uspješno rukovodio njegovom evakuacijom kod Dunkerquea.
Od sredine 1940. pa do ožujka 1942. zapovijedao je Južnim zapovjedništvom. On je bilo zadužen za obranu jugo-istoka Engleske od eventualnog njemačkog desanta.
U Burmi je 1942. je s uspjehom rukovodio povlačenjem britanskih snaga te je u kolovozu 1942. imenovan britanskim zapovjednikom snaga na Srednjem istoku. U operacijama u Tunisu, 18. veljače 1943. pomoćnik je generala Eisenhower, a istodobno i zapovjednik Savezničke 18. grupe armija koja je uz efikasno suradnje nadmoćnijeg zrakoplovstva i mornarice nizom udaraca brzo uništilo snage Sila Osovine. Rukovodio je operacijama na Siciliji i u južnoj Italiji kao zapovjednik komandant 15. grupe armija. Od 26. prosinca 1943. zapovjednik je svih Savezničkih snaga u Italiji, a poslije oslobođenja Rima u lipnju 1944. unaprijeđen je u čin feldmaršala.
U studenom 1944. postavljen je za zapovjednika Savezničkih snaga u Sredozemlju, te je u tome svojstvu u veljači 1945. posjetio je maršala Tita u Beogradu radi utvrđivanja suradnje između jedinica NOV i POJ te Savezničkih snaga u sjevernoj Italiji. U sklopu toga posjetio obišao je i borce na Srijemskom frontu.
Kralj George VI. imenovao ga je 1946. na prijedlog kanadskog premijera za generalnog guvernera Kanade. Kako je Alexander novu poziciju preuzeo s velikim entuzijazmom ubrzo je osvojio i masovne simpatije kanadskog stanovništva. Bio je posljednji guverner rođen izvan Kanade prije imenovanja Adrienne Clarkson 1999. godine. Nakon završetka mandata dvije je godine bio britanski ministar odbrane (1952. — 1954.). 
Izdao je svoje uspomene iz Drugog svjetskog rata (The Alexander Memoirs 1940. – 1945., London, 1962.)  

## Broj primljenih počasti po državama;
- Ujedinjeno Kraljevstvo: 43 primljene počasti
- Britanske kolonije, dominoni i države pod formalnom upravom: 16 primljenih počasti
- Engleska: 4 primljene počasti
- SAD: 4 primljene počasti
- Francuska: 1 primljena počast
- Poljska: 1 primljena počast
- Grčka: 1 primljena počast
- SSSR: 1 primljena počast
- posebne počasti: 4 primljene počasti